# Pyralidae

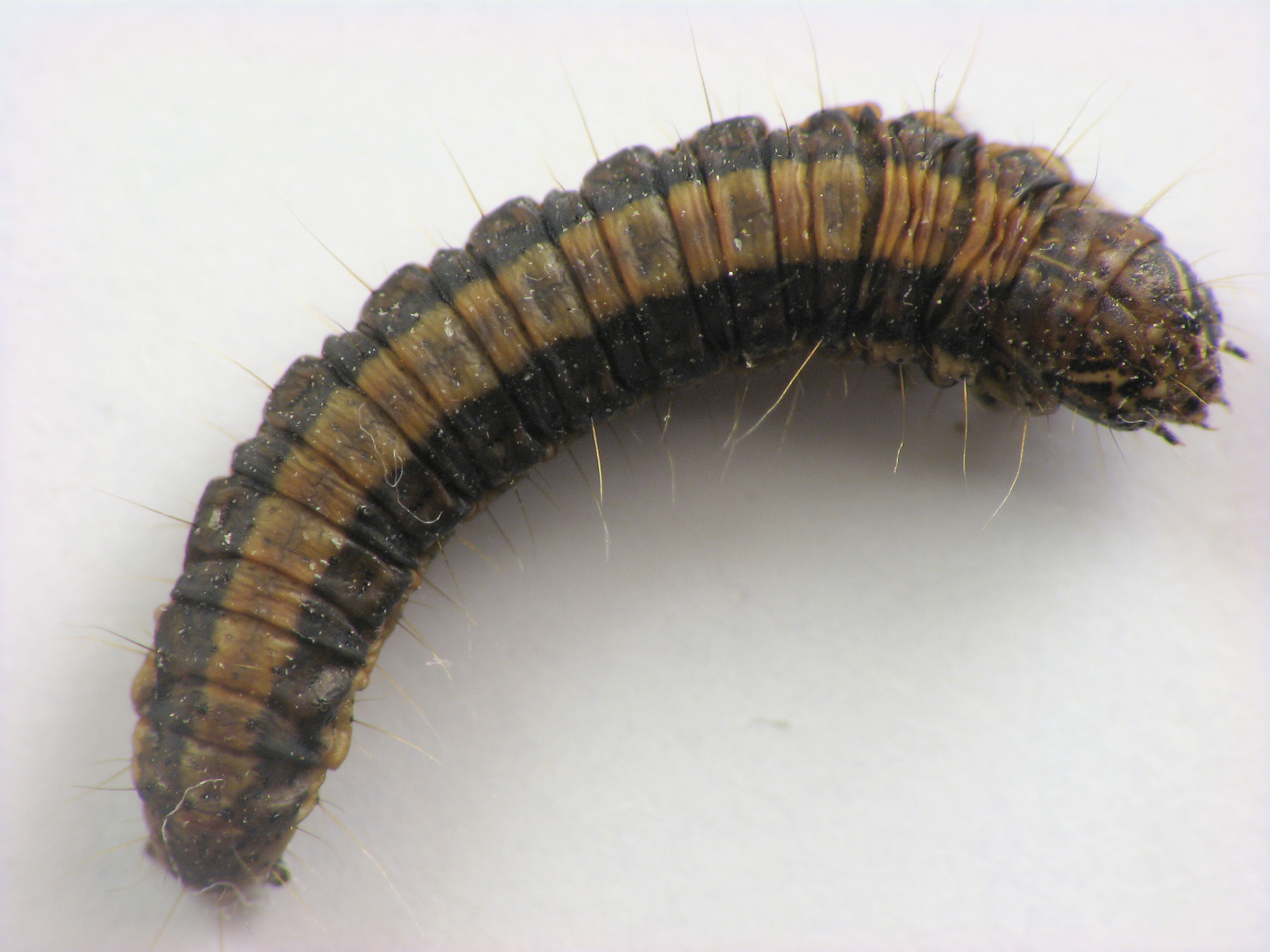
Oruga de Pococera sp. en Liquidambar.

Los pirálidos (Pyralidae) son una familia de lepidópteros glosados del clado Ditrysia de distribución mundial, aunque más abundante en los trópicos. En la mayoría de las especies las larvas son fitófagas, lo que les da gran importancia agrícola.
Las especies más chicas miden de 9 a 37 mm de envergadura de alas, con rasgos morfológicos variables. Es un grupo diverso con más de 6000 especies distribuidas por todo el mundo.
Algunas especies son importantes plagas de la agricultura. Cadra cautella, Plodia interpunctella y Ephestia elutella son plagas de productos almacenados.
Unas pocas especies se usan como controles biológicos de malezas introducidas. Arcola malloi se usa para el control de Alternanthera philoxeroides en Norteamérica; Cactoblastis cactorum se usa para el control de los cactus Opuntia. Algunas especies se usan como alimento de animalitos domésticos.

## Subfamilias de Pyralidae
- Chrysauginae: comprende 400 especies.
- Epipaschiinae: comprende 550 especies.
- Galleriinae: comprende 300 especies.
- Phycitinae (= Anerastiinae, Peoriinae): comprende unas 4000 especies.
  - Género Etiella
- Acentropinae (hoy en día considerada en la familia Crambidae): comprende 700 especies.
- Pyralinae: comprende 900 especies
  - Género Hypotia

En muchas clasificaciones, la familia Crambidae ha sido tratada como una subdivisión de Pyralidae.

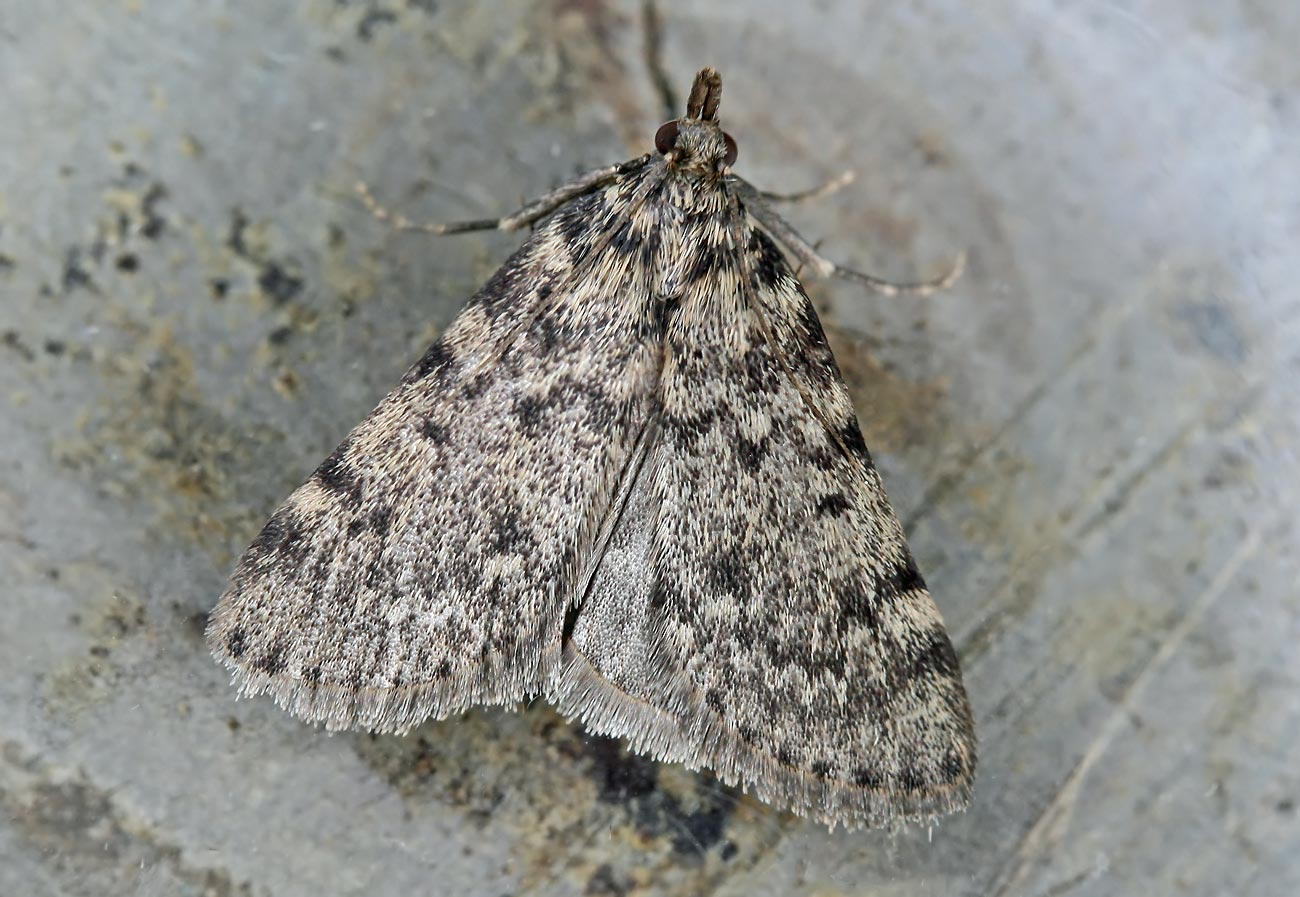
Aglossa pinguinalis

## Relación con los humanos
La mayoría de estas polillas son pequeñas y pasan desapercibidas. Muchas son plagas de importancia económica, incluidas los gusanos de cera, que son las larvas de las polillas Galleria mellonella y Achroia grisella (subfamilia Galleriinae). Son plagas nativas de colmenas, pero se crían en el interior en enormes cantidades como alimento vivo para pequeños reptiles y aves como mascotas y animales similares. También se utilizan como cebo para la pesca de truchas.
Otras plagas notables de polillas pirálidos relevantes para sus huéspedes larvarios incluyen:
- Barrenador del tallo de la hierba caimán (Arcola malloi: Phycitinae) - 2013; control biológico de la hierba caimán (Alternanthera philoxeroides).
- Polilla de la almendra (Cadra cautella: Phycitinae) – plaga de cereales almacenados y frutos secos; introducida en casi todo el mundo.[7]
- Polilla del cacao, polilla del tabaco o polilla del almacén (Ephestia elutella: Phycitinae) – plaga de productos vegetales secos almacenados; Europa, introducida en algunas otras regiones (por ejemplo, Australia).
- Polilla de la fruta seca (Cadra calidella: Phycitinae)
- Etiella behrii (Phycitinae) – plaga de legumbres almacenadas; Sudeste Asiático y Australia
- " Polillas de la harina – plagas de granos almacenados, especias, harina y productos vegetales secos similares; actualmente introducidas casi en todo el mundo.
  - Polilla india de la harina (Plodia interpunctella: Phycitinae)
  - Polilla mediterránea de la harina, polilla india de la harina (Ephestia kuehniella: Phycitinae)
- Polilla de la grasa (Aglossa pinguinalis: Pyralinae) – plaga del sebo y otros alimentos grasosos.
- Barrenador menor del tallo del maíz (Elasmopalpus lignosellus: Phycitinae) – plaga del tallo del maíz; América tropical y subtropical, introducida en las islas hawaianas.
- Polilla de la algarroba (Ectomyelois ceratoniae: Phycitinae)
- Gusano tejedor de la caoba (Macalla thyrsisalis: Epipaschiinae) – plaga defoliadora de los árboles de caoba; Neotrópicos.
- Polilla de la harina (Pyralis farinalis: Pyralinae) – plaga de granos almacenados, harina y otros cereales; actualmente introducida casi en todo el mundo.
- Barrenador del fruto de la pera (Pempelia heringii: Phycitinae) – plaga de frutos de manzana y pera; Asia oriental, introducido en las islas hawaianas.
- Gusano tejedor del pino (Pococera robustella: Epipaschiinae) – plaga defoliadora de pinos; América del Norte al este de la región de los Grandes Lagos.
- Polilla de la pasa (Cadra figulilella: Phycitinae) – plaga de frutos secos almacenados, actualmente introducida casi en todo el mundo.
- Polilla del arroz (Corcyra cephalonica: Galleriinae) – plaga del grano almacenado, harina y otros cereales.
- Polilla del cactus sudamericana (Cactoblastis cactorum: Phycitinae) – control biológico de tunas ( Opuntia ).
- Gusano cónico del pino del sur, "polilla de la resina" (Dioryctria amatella: Phycitinae) – plaga de conos y brotes de pinos ( Pinus ); sur de América del Norte.
- Polilla de las nueces almacenadas (Paralipsa gularis: Galleriinae) – plaga de nueces y drupas almacenadas; Sudeste asiático, introducida en Europa occidental.
- Polilla del girasol (Homoeosoma nebulella: Phycitinae) – plaga de las semillas de girasol; Europa y regiones circundantes.

El barrenador europeo del maíz (Ostrinia nubilalis) y el barrenador sureño del tallo del maíz (Diatraea crambidoides), considerados polillas del hocico, se incluyen en la familia Crambidae, que, en la actualidad, se consideran generalmente como una familia separada.

## Sistemática

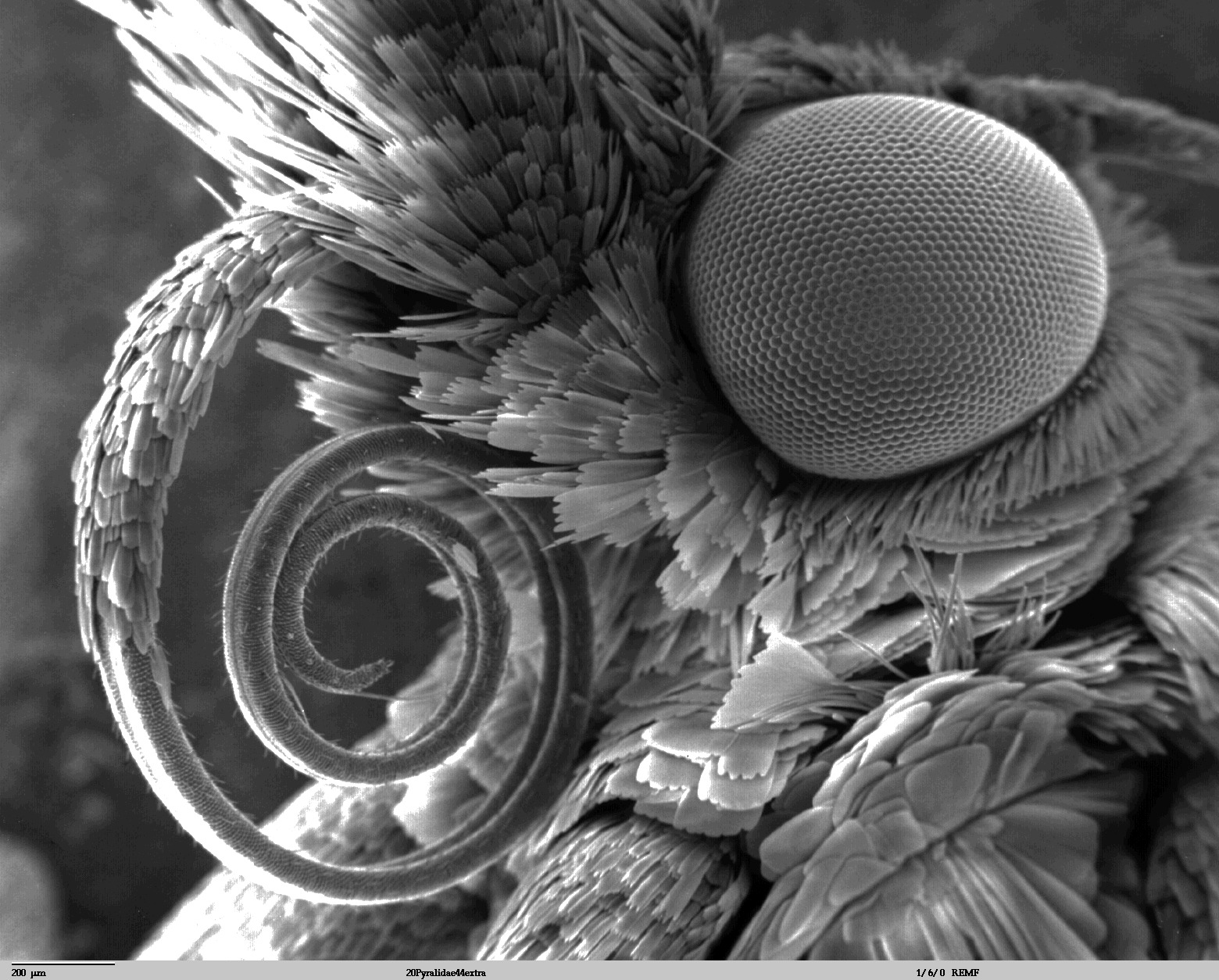
Microfotografía de MEB de la cabeza de una polilla hocico; observe el "hocico" (palpos labiales) que se extiende hacia la esquina superior izquierda por encima de la probóscide

Se reconocen generalmente cinco subfamilias dentro de los pirálidos. Las Acentropinae (= Nymphulinae), que a veces todavía aparecen en la familia, parecen pertenecer a la familia Crambidae.
Las subfamilias de polillas del hocico son, se enumeran en la presunta secuencia filogenética, desde la más primitiva a la más avanzada:
- Chrysauginae (incluidas Bradypodicolinae y Semniidae) – alrededor de 400 especies que se encuentran predominantemente en la región neotropical. Las larvas generalmente se alimentan de plantas, pero algunas tienen hábitos alimentarios más inusuales. Entre estas últimas se incluyen, por ejemplo, algunas especies mirmecófilas, así como varias polillas perezosas que dependen de los perezosos durante todo su ciclo de vida. La mayoría de las larvas de Chrysauginae tienen un anillo esclerotizado alrededor de la seta SD1 del metatórax[8][9]
- Galleriinae (incluidas Macrothecinae) – alrededor de 300 especies en todo el mundo. Los machos de las polillas galleriinas tienen un apéndice casi o completamente reducido, las pupas tienen una cresta media dorsal prominente en el tórax y el abdomen, y la mayoría de las larvas tienen un anillo esclerotizado alrededor de la seta SD1 del primer segmento abdominal.[10]
- Pyralinae (incluidas Endotrichinae y Hypotiinae) – bastante diversas en el Viejo Mundo; una cantidad menor de las aproximadamente 900 especies se encuentra en otros lugares del mundo. Las hembras de casi todas las Pyralinae, excepto Cardamyla y Embryoglossa, son reconocibles por los conductos bursales muy cortos de sus genitales.[11]
- Epipaschiinae (incluida Pococerinae) – más de 550 especies descritas en las regiones tropicales y templadas (excepto Europa). Las larvas son enrolladores de hojas, minadores de hojas o aniquiladores de hojas. Algunas especies son plagas menores de unos pocos cultivos comerciales. Las Epipaschiinae son generalmente difíciles de reconocer, excepto en el caso de los machos adultos que tienen algunos rasgos característicos, como el tercer segmento de los palpos labiales, vuelto hacia arriba y puntiagudo, y generalmente una proyección escamosa desde la base de la antena. Las larvas carecen de esclerotizaciones de setas estereotipadas.
- Phycitinae (incluyendo Anerastiinae, Peoriinae) – probablemente el grupo de Pyraloidea más difícil en términos de identificación y clasificación. Comprenden más de 600 géneros y alrededor de 4000 especies distribuidas en todo el mundo. El rasgo característico de las orugas es una zona esclerotizada que rodea la base de la seta SD1 en el mesotórax, mientras que las hembras – presentan – en general los machos de Pyralidae- un frenillo constituido por una única cerda que a su vez está compuesta por múltiples acantas .

### Géneros problemáticos
Además de los géneros asignados a las tribus mencionadas anteriormente, varios géneros de (presuntos) pirálidos no están firmemente ubicados en esta clasificación, sino que son incertae sedis. Algunos pueden ser linajes muy basales que se encuentran fuera de las radiaciones principales de las polillas del hocico, pero dada la circunscripción cambiante de Pyralidae, es probable que algunos se ubiquen fuera de este grupo en su significado moderno, ya sea bajo Crambidae o en otros linajes basales de Obtectomera. Algunas incluso pueden pertenecer a linajes de polillas más antiguos, como Alucitoidea o Pterophoridae. Por último, algunos de estos géneros (normalmente poco estudiados) posiblemente sean sinónimos menores de géneros descritos anteriormente. Estos géneros pertenecen a la categoría no clasificada de la familia Pyralidae.
Los géneros en cuestión son:
- Apocabimoides Neunzig y Goodson, 1992
- Ardjuna Roesler y Küppers, 1979
- Cabimoides Neunzig y Goodson, 1992
- Cryptophycita Roesler y Küppers, 1979
- Cryptozophera Roesler y Küppers, 1979
- Delcina Clarke, 1986 (Phycitinae?)
- Eupassadena Neunzig y Goodson, 1992
- Gomezmenoria Agenjo, 1966
- Gunungodes Roesler y Küppers, 1981
- Indocabnia Roesler y Küppers, 1981
- Inverina Neunzig y Goodson, 1992
- Kasyapa Roesler y Küppers, 1981
- Kaurava Roesler y Küppers, 1981
- Kumbhakarna Roesler y Küppers, 1981
- Merangiria Roesler y Küppers, 1979
- Ohigginsia Neunzig y Goodson, 1992
- Pseudopassadena Neunzig y Goodson, 1992
- Psorozophera Roesler y Küppers, 1979

Estos géneros fueron ubicados en Pyralidae cuando aún estaban circunscritos al sensu lato y a veces todavía son tratados como tales, pero en realidad parecen pertenecer a Crambidae:
- Alphacrambus Bassi, 1995
- Peniculimius Schoute, 1994
- Steneromene Gaskin, 1986
- Thopeutis Hübner, 1818
- Yoshiyasua (anteriormente Melanochroa Yohiyasu, 1985 nec Roeder, 1886: preocupado